# Paralimnophila wataganensis
Paralimnophila wataganensis là một loài ruồi trong họ Limoniidae. Chúng phân bố ở miền Australasia.